# نتچئو
نتچئو (به لاتین: Ntcheu) یک شهر در مالاوی است که در منطقه مرکزی مالاوی واقع شده‌است.

## خصوصیات
نتچئو ۱۲٬۱۶۸ نفر جمعیت دارد.